# 枋橋建學碑
25°00′39″N 121°27′30″E / 25.010849°N 121.458265°E
枋橋建學碑位於臺灣新北市板橋區的板橋國小校內，是紀念板橋林家出資贊助枋橋公學校（現在的板橋國小）興築校舍的石碑，於1995年4月22日公告為古蹟。

## 沿革

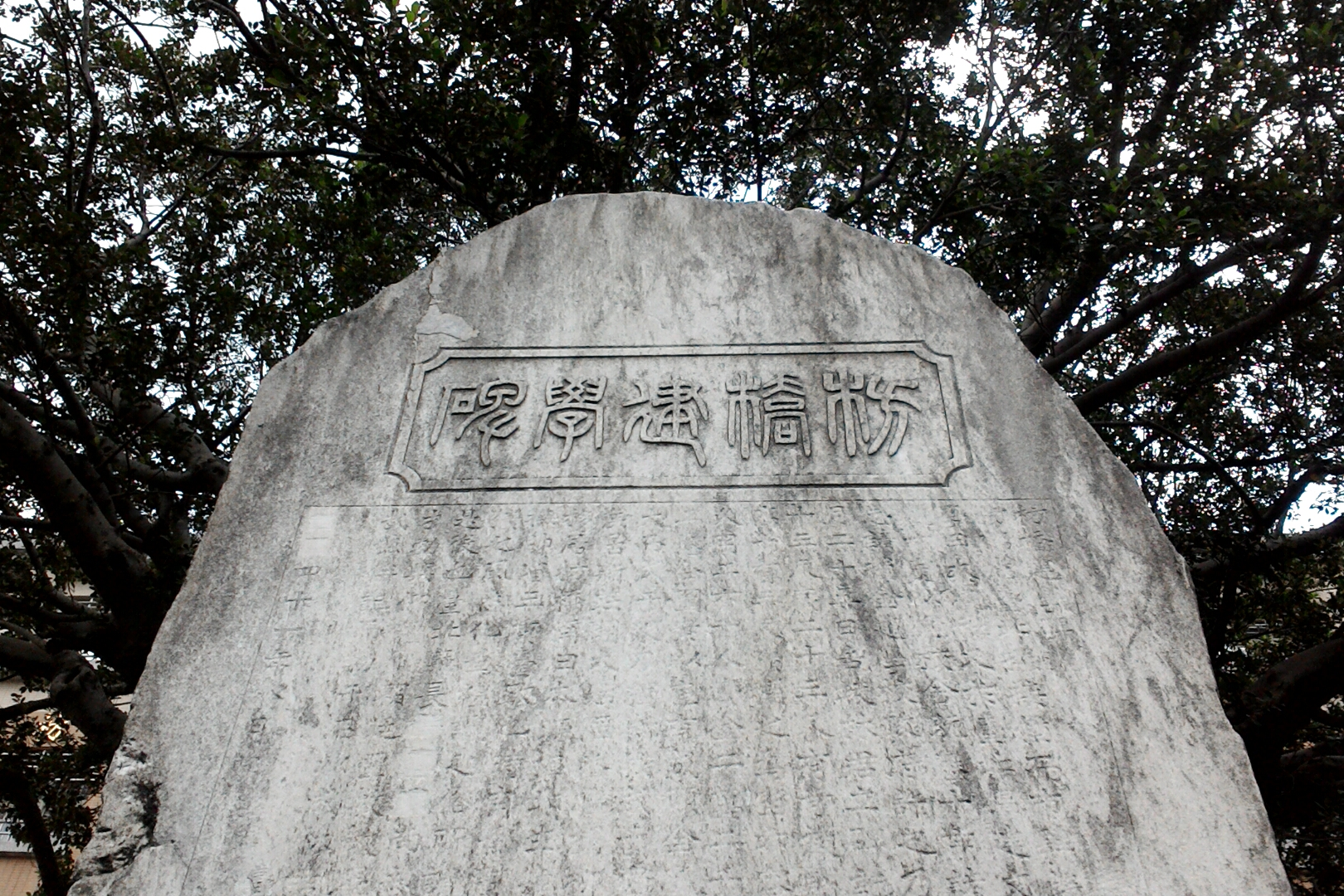
碑額。

枋橋公學校於明治卅二年（1899年）1月18日創立之初，是使用大觀義學作為校舍，而隨著時間過去，大觀義學的空間逐漸不敷使用。但由於當時教育預算不足，無法替枋橋公學校興建新校舍，板橋林家遂在明治四十一年（1908年）2月3日出資興建新校舍。
枋橋建學碑即是為了紀念此事而立，且由當時的臺灣總督佐久間左馬太題額，文章則由民政長官大島久滿次撰稿，書法家日下部東作書寫，再由廣瀨群鶴操刀雕刻。